# Йосипівська сільська рада (Ружинський район)
Йосипівська сільська рада (до 1946 року — Юзвинська сільська рада) — колишня адміністративно-територіальна одиниця та орган місцевого самоврядування у Ружинському районі Бердичівської округи, Київської та Житомирської областей Української РСР з адміністративним центром у селі Йосипівка.

## Населені пункти
Сільській раді на час ліквідації були підпорядковані населені пункти:
- с. Йосипівка

## Історія та адміністративний устрій
Створена 1927 року, з назвою Юзвинська сільська рада, в с. Юзвин Білилівської сільської ради Ружинського району Бердичівської округи.
7 червня 1946 року, відповідно до указу Президії Верховної ради Української РСР «Про збереження історичних найменувань та уточнення і впорядкування існуючих назв сільрад і населених пунктів Житомирської області», сільську раду було перейменовано на Йосипівську через перейменування її адміністративного центру на с. Йосипівка.
Станом на 1 вересня 1946 року сільська рада входила до складу Ружинського району Житомирської області, на обліку в раді перебувало с. Йосипівка.
Ліквідована 11 серпня 1954 року, відповідно до указу Президії Верховної ради Української РСР «Про укрупнення сільських рад по Житомирській області», територію та с. Йосипівка включено до складу Білилівської сільської ради Брусилівського району Житомирської області.